# Cauville-sur-Mer

Cauville-sur-Mer este o comună în departamentul Seine-Maritime, Franța. În 1 ianuarie 2022 avea o populație de 1.679 de locuitori.